# Przezwody (powiat jędrzejowski)
Przezwody – wieś w Polsce, położona w województwie świętokrzyskim, w powiecie jędrzejowskim, w gminie Wodzisław.
| SIMC    | Nazwa        | Rodzaj  |
| ------- | ------------ | ------- |
| 0279479 | Byczów       | kolonia |
| 0279485 | Czerwona Ruś | kolonia |
| 0279491 | Dropiówka    | kolonia |
| 0279500 | Kalinówka    | kolonia |

W latach 1975–1998 miejscowość należała administracyjnie do województwa kieleckiego.